# Ерміт багійський
Ермі́т багійський (Phaethornis eurynome) — вид серпокрильцеподібних птахів родини колібрієвих (Trochilidae). Мешкає в Південній Америці.

## Опис
Довжина птаха становить 14-14,5 см, самці важать 4,5-6 г, самиці 4-5 г. Верхня частина голови чорнувато-коричнева, пера на шиї мають рудувато-коричневі края. Верхня частина тіла і верхні покривні пера крил бронзово-зелені, пера на них мають охристі края. Через очі ідуть широкі чорні смуги, окаймлені світло-охристими "бровами" і дещо світлішими "вусами". Пера на горлі чорнуваті з охристими краями, що формує на горлі лускоподібний візерунок. Нижня частина тіла сіра, живіт і гузка охристі. Крила чорно-фіолетові. Стернові пера золотисто-зелені з білими кінчиками, центральна пара є довшою за решта пер. Дзьоб зверху чорний, знизу жовтий з чорним кінчиком, лапи коричневі. У самиць крила дещо коротші, а дзьоб більш вигнутий, ніж у самців.

## Підвиди
Виділяють два підвиди:
- P. e. eurynome (Lesson, R, 1832) — південно-східна Бразилія (від Баїї до Ріу-Гранді-ду-Сул);
- P. e. paraguayensis Bertoni, M & Bertoni, AW, 1901 — східний Парагвай і північно-східна Аргентина (Місьйонес).

## Поширення і екологія
Багійські ерміти мешкають в Бразилії, Аргентині і Парагваї. Вони живуть в підліску вологих гірських і рівнинних атлантичних лісів, на висоті від 100 до 2250 м над рівнем моря. Ведуть переважно осілий спосіб життя. Живляться нектаром квітів, пересуваючись за певним маршрутом, а також дрібними комахами і павуками. У Бразилії сезон розмноження триває з вересня по березень. Гніздо конусоподібне, робиться з рослинних волокон, моху, лишайників і павутиння, підвішується до нижньої сторони пальмового листа. Часто багійські ерміти використовують лишайник Spiloma roseum, який фарбує яйця і живіт самиці в червоний колір. В кладці 2 яйця вагою 0,75 г і розмірами 17×10,5 мм. Інкубаційний період триває 17 днів, пташенята покидають гніздо через 22-23 дні після вилуплення.